# Zburătorii nopții
Zburătorii nopții (1985) (titlu original Nightflyers) este titlul unei culegeri de povestiri a autorului american de science fiction, fantasy și horror George R. R. Martin.

## Conținut
Culegerea include următoarele povestiri și nuvelete:
- Zburătorii nopții (Nightflyers) - apărută în "Binary Star" (1981); o versiune prescurtată a apărut în "Analog" (1980)
- Comandă prioritară (Override) - apărută în "Analog" (1973)
- Week-end într-o zonă de război (Weekend in a War Zone) - apărută în "Future Times" (1977)
- De om nu te-atinge (And Seven Times Never Kill Man) - apărută în "Analog" (1975)
- Nici flăcările multicolore ale unui inel stelar (Nor the Many-Colored Fires of a Star Ring) - apărută în "Faster Than Light" (1976)
- Un cântec pentru Lya (A Song For Lya) - apărută în "Analog" (1974)

## Acțiunea povestirilor

### Zburătorii nopții
Nouă savanți se îmbarcă pe nava Zburătorii nopții pentru a porni în căutarea volcrynilor, o rasă mitică de nomazi stelari. Însă nava este condusă de un căpitan pe care pasagerii îl pot doar auzi sau vedea în proiecție holografică. Când unul dintre pasageri, înzestrat cu puteri psihice, depistează că un pericol de pe navă îi pândește pe toți, bănuielile se îndreaptă spre căpitan. Iar când pasagerul moare, bănuielile par a se confirma. În încercarea de a destrăma misterul din jurul căpitanului, pasagerii sunt omorâți unul câte unul. În cele din urmă se dovedește că, de fapt, căpitanul încerca să îi apere de mama lui, a cărei stafie anima nava, omorând orice pasager care se îmbarca la bordul ei.

### Comandă prioritară
Pe planeta Grotto se găsesc pietrele prețioase numite voylburi, a căror exploatare în condiții normale implică foarte mari cheltuieli. De aceea, munca se desfășoară cu ajutorul unor echipe de cadavre manipulate de supraveghetori. Existența acestor echipe nu este agreată de către unii dintre localnici, care încearcă să îi înlăture de pe planetă pe manipulatorii de cadavre. Pentru a realiza asta, ei încearcă să întoarcă asupra manipulatorilor tocmai uneltele lor, cadavrele, conducându-le cu ajutorul unui dispozitiv special care trimite o comandă prioritară.

### Week-end într-o zonă de război
În viitor, oamenii caută noi metode de divertisment. Una dintre ele este războiul de weekend, în care două armate se înfruntă pentru a obține cât mai multe killpuncte. Divertismentul costă mult, dar oferta este realistă: marșuri zilnice, trai și mâncare ca de război, plantoane de noapte, teama că poți fi oricând obiectul unei ambuscade. Și, peste toate astea, cei neatenți își pot pierde viața de-adevăratelea. 

### De om nu te-atinge
Jaenshii sunt o rasă eminamente pașnică, a cărei experiență religioasă se manifestă prin închinarea în fața unor piramide. Teritoriile ocupate de ei sunt dorite de Îngerii de Oțel, o organizație pământeană care îl slujește pe copilul Bakkalon și care îi consideră pe jaenshi animale fără suflet. Îngerii de Oțel îi măcelăresc pe jaenshi, dar când unul dintre ei este ucis din greșeală de aceștia, consideră gestul drept un sacrilegiu care trebuie pedepsit. Însă jaenshii refuză lupta de rezistență, chiar și atunci când un comerciant pământean le furnizează arme, fiind convinși că orice problemă se poate rezolva pe cale pașnică.

### Nici flăcările multicolore ale unui inel stelar
Omenirea călătorește prin spațiu folosind găurile negre. În jurul lor, ea construiește inele stelare care generează energie, producând un vortex nulspațiu prin care se pășește în alt loc al universului.

### Un cântec pentru Lya
Civilizația skheeniilor, mult mai veche ca omenirea, ascunde un mister: ajunși la o anumită vârstă, membrii ei aleg Reunirea, un ritual în urma căruia sunt parazitați de greeshka, organism care îi devorează. Departe de a fi îngroziți de această perspectivă, skheenii o așteaptă cu nerăbdare și, odată parazitați de greeshka, intră într-o stare de pace sufletească și comuniune cu toți cei care se Reuniseră anterior. Chemată pentru a investiga acest mister, Lya - o femeie înzestrată cu capacități psihice dezvoltate - sondează creierele shkeenilor înainte și după ritual. Ea descoperă astfel un nivel de comuniune nemaiîntâlnit, similar accepțiunii de Dumnezeu.

## Ecranizări
Povestirea „Zburătorii nopții” a fost ecranizată de Vista Films, în regia lui Robert Collector, cu un scenariu de Robert Jaffe. Filmul Nightflyers a fost lansat pe 23 octombrie 1987.
În 2018 a fost realizat un serial SyFy omonim.